# علی بن عقبه
علی بن عُقْبِه (۱۲۳۷ - ۱۲۹۵م) (نسب کامل: علی بن عقبه بن احمد بن محمد زِیادی خَولانی) شاعر مدح‌سرای یمنی در سدهٔ هفتم هجری بود.